# Matthias Baumann
Matthias Baumann, född den 5 april 1963 i München i Tyskland, är en västtysk och därefter tysk ryttare.
Han tog OS-brons i lagtävlingen i fälttävlan i samband med de olympiska ridsporttävlingarna 1992 i Barcelona.